# Pomacuarán
Pomacuarán es una localidad del estado mexicano de Michoacán. Es parte del municipio de Paracho. Fue fundada el 25 de noviembre de 1909.

## Toponimia
El nombre «Pomacuarán» proviene de los términos en purépecha: pomacua, vasija; arhani, hacer. Su significado es «Donde se fabrican vasijas».

## Demografía
| Gráfica de evolución demográfica |
|                                  |

| Censo | Población |
| ----- | --------- |
| 1910  | 500       |
| 1921  | 383       |
| 1930  | 460       |
| 1940  | 628       |
| 1950  | 660       |
| 1960  | 778       |
| 1970  | 1001      |
| 1980  | 1172      |
| 1990  | 1407      |
| 2000  | 1487      |
| 2010  | 1608      |
| 2020  | 1779      |